# Kjell Rodian
Kjell Rodian (vollständig: Kjell Åkerstrøm Hansen Rodian; * 30. Juni 1942 in Frederiksberg; † 29. Dezember 2017 in Nørrebro) war ein dänischer Radrennfahrer.

## Sportliche Laufbahn
Er startete für den Verein ABC Kopenhagen und stieg 1961 nach einem Sieg in Kopenhagen in die A-Klasse der dänischen Amateure auf. Bereits 1963 wurde er in die Nationalmannschaft berufen und belegte mit der Vierer-Mannschaft den vierten Platz bei der UCI-Straßen-Weltmeisterschaft im Mannschaftszeitfahren. Sein größter sportlicher Erfolg war der Gewinn der Silbermedaille im olympischen Straßenrennen der Olympischen Sommerspiele 1964 in Tokio hinter dem Italiener Mario Zanin. Im selben Jahr hatte er zuvor bei den nordischen Meisterschaften das Einzelrennen als auch im Mannschaftszeitfahren mit dem dänischen Vierer gewonnen. Nach der Scheidung seiner Ehe zog er sich 1965 aus dem Sport zurück und begann nach knapp fünf Jahren wieder mit dem Radsport. Rodian bestritt die Internationale Friedensfahrt viermal, sein bestes Ergebnis im Gesamtklassement war der 35. Platz 1973. 1974 konnte er bei den dänischen Meisterschaften zweimal Podiumsplätze erreichen, er wurde Vize-Meister in der Einerverfolgung und Dritter im Einzelzeitfahren auf der Straße. 1976 löste er eine Lizenz als Berufsfahrer und fuhr zwei Jahre lang als Profi hauptsächlich Kriterien und Bahnrennen. Zweimal bestritt er das Kopenhagener Sechstagerennen, kam über den sechsten Platz 1976 an der Seite von Wolfgang Schulze aber nicht hinaus.